# بروفيسور لايتون آند ذا كيريس فيلاج
بروفيسور لايتون آند ذا كيريس فيلاج (بالإنجليزية: Professor Layton and the Curious Village أي: أستاذ لايتون و القرية الغريبة)

هي لعبة من مطور الألعاب الياباني ليفل-5 (レベルファイブ, Level-5 Inc) من نوع مغامرة و ألغاز صدرت في عام 2007 لجهاز النينتندو دي إس. يمكن أيضا ترجمة اسم اللعبة لـ((الأستاذ لايتون والقرية العجيبة)).
هذه اللعبة هي أول جزء في سلسلة ثلاثية (تتكون من ثلاث ألعاب)، وتم إطلاق الجزء الثاني في اليابان.

## اسلوب اللعب
تتمحور اللعبة حول حل الألغاز واستكشاف القرية العجيبة.
يمكن تجربة اللعبة على موقعها الاكتروني.

## وصلات خارجية
- بروفيسور لايتون آند ذا كيريس فيلاج على موقع IMDb (الإنجليزية)
- الموقع الرسمي للعبة